# Episceae
Episcieae es una tribu  perteneciente a la familia Gesneriaceae.

## Géneros
Tiene los siguientes géneros:
- Alloplectus - Alsobia - Bucinellina - Chrysothemis - Cobananthus - Codonanthe - Codonanthopsis - Columnea - Corytoplectus - Crantzia - Drymonia - Episcia - Glossoloma - Nautilocalyx - Nematanthus - Neomortonia - Oerstedina - Paradrymonia - Rhoogeton - Rufodorsia